# Рено, Филипп
Фили́пп Рено́ (фр. Philippe Renaud; 23 ноября 1962, Кретей) — французский гребец-каноист, выступал за сборную Франции в середине 1980-х — начале 1990-х годов. Бронзовый призёр летних Олимпийских игр в Сеуле, серебряный и бронзовый призёр чемпионатов мира, победитель регат национального и международного значения.

## Биография
Филипп Рено родился 23 ноября 1962 года в городе Кретей, департамент Валь-де-Марн. Активно заниматься греблей начал в раннем детстве, проходил подготовку под руководством собственного отца Марселя Рено, в прошлом известного гребца, тренировался со старшим братом Эриком, который впоследствии тоже стал успешным гребцом. Состоял в спортивном клубе коммуны Булонь-Бийанкур.
Первого серьёзного успеха на взрослом международном уровне добился в 1984 году, когда попал в основной состав французской национальной сборной и благодаря череде удачных выступлений удостоился права защищать честь страны на летних Олимпийских играх 1984 года в Лос-Анджелесе. Участвовал в программе одиночных каноэ на дистанциях 500 и 1000 метров, в первом случае дошёл до финальной стадии и в решающем заезде финишировал четвёртым, во втором случае был дисквалифицирован в первом же заезде.
Спустя четыре года Рено прошёл квалификацию на Олимпийские игры в Сеуле, где вместе с напарником Жоэлем Беттеном завоевал бронзовую медаль в программе двухместных экипажей на пятистах метрах, уступив в финале лишь командам из СССР и Польши.
После двух Олимпиад Филипп Рено остался в основном составе национальной сборной Франции и продолжил принимать участие в крупнейших международных регатах. Так, в 1989 году он побывал на чемпионате мира в болгарском Пловдиве, откуда привёз две награды бронзового достоинства, выигранные на пятистах метрах среди двоек и среди четвёрок. В сезоне 1991 года представлял страну на домашнем мировом первенстве в Париже, в четвёрках на полукилометровой дистанции взял здесь серебро, пропустив вперёд только экипаж из Советского Союза.